# Samla
Samla fou un estat tributari protegit a l'agència de Kathiawar, prant de Jhalawar, presidència de Bombai. Estava format per dos pobles amb quatre propietaris tributaris separats. Tenia una superfície de 34 km² i una població el 1881 de 1.330 dels quals més de la meitat (757) estaven a la capital, el poble de Samla. Els ingressos estimats eren de 762 lliures de les que pagava un tribut de 96 lliures al govern britànic i 108 rupies al nawab de Junagarh.